# 福岡県社会保育短期大学
福岡県社会保育短期大学（ふくおかけんしゃかいほいくたんきだいがく、英語: Fukuoka Junior College of Social Work and Child Education）は、福岡県田川市伊田4395に本部を置いていた日本の公立大学である。1967年に設置され、1993年に廃止された。大学の略称は社保短。

## 概要

### 大学全体
- 福岡県田川市に所在した日本の公立短期大学で、設置主体は福岡県
- 学科数2、入学総定員100名体制で1967年に設置された[2]。キャンパスは福岡県田川市内の福岡教育大学分校跡地を利用した場所に設置されていた[注 1]。
- 1991年度の入学生を最後に[注釈 1]、1993年に短期大学としての使命を終える[6]。

### 建学の精神（校訓・理念・学是）
- 福岡県社会保育短期大学の学則：「社会福祉及び保育に関する専門的学理と応用を教授研究し、もって社会福祉に関する職業に必要な能力を有する人材を育成すること」

### 教育および研究
- 福岡県社会保育短期大学は社会福祉専門職員養成の緊急性から、社会福祉に関する専門学科を設置していた。ほか、旧来の保母養成所を発展改組する形で保育科も置かれていた。

### 学風および特色
- 福岡県社会保育短期大学は、1学年総定員が100名程度とやや小規模となっていた。
- 保育科は、当時としては全国でも少数の男子学生が入学できる学科となっていた。ただし、在籍者はごく僅かとなっていた。
- ボランティア活動への取り組みが活発で、「つくしんぼ」・「湯山荘ボランティアサークル」・「点字同好会せせらぎ」などの活動組織があった[7]。

## 沿革
- 1952年
  - 7月 福岡県立保母専門学院[8]を創設[9]。
- 1954年
  - 4月1日 福岡県立保母養成所に改称[10]。
- 1967年
  - 3月25日 左記を以て文部省[注 3]より短期大学の設置が認可される[11]。
  - 4月1日 福岡県社会保育短期大学が以下の学科体制にて開学する[12]。
    - 社会福祉科 入学定員50名
    - 保育科[注 4] 入学定員50名

  - 5月1日 学生数[14]/定員
    - 社会福祉科 61[注 5]/50
    - 保育科 女子61/50
- 1978年
  - 4月1日 附属幼稚園を設置する[15]。
- 1981年4月 - 1984年3月　校舎全面改築[16]。
- 1991年
  - 4月1日 最後の学生募集となる[注釈 1]。
  - 5月1日 学生数[17]/定員
    - 社会福祉科 110[注 5]/120
    - 保育科 107[注 6]/120
- 1992年
  - 5月1日 学生数/[18]定員
    - 社会福祉科 52[注 6]
    - 保育科 56[注 7]
- 1993年
  - 5月17日 左記を以て正式廃止[6]。

## 基礎データ

### 所在地
- 福岡県田川市伊田4395

### 象徴
- 大学歌は倉野憲司が作詞・江口保之が作曲したものとなっていた[19]。

## 教育および研究

### 組織

#### 学科[注 8]
- 社会福祉科 入学定員50名
- 保育科 入学定員50名

#### 専攻科
- なし

#### 別科
- なし

#### 取得資格について
資格および教職課程
- 保母資格・幼稚園教諭二種免許状が保育科にて設置されていた[21]。
- 社会福祉科では、社会福祉主事任用資格が設置されていた[22]。

#### 附属機関
- 附属図書館[22]

### 研究
- 『福岡県社会保育短期大学研究紀要』[23]より。

## 学生生活

### 部活動・クラブ活動・サークル活動
- 福岡県社会保育短期大学で活動していたクラブ活動[7]
  - 体育系：卓球・バドミントン・バレーボール・硬式テニス・バスケットボール・山岳・ゲートボール・剣道ほか
  - 文化系：演劇・華道・茶道・美術・コーラス・手話ほか

## 大学関係者と組織

### 大学関係者一覧
歴代学長
- 倉野憲司

## 施設

### キャンパス
- 設備：管理棟および教育棟、音楽棟、体育館、プール、テニスコートほか。

### 寮
- 学内に設置されていた[24]。

## 卒業後の進路について

### 就職について
- 保育科では、保育所や幼稚園をはじめとした児童関連、社会福祉科では社会福祉諸施設に就職した人が多かったものとみられる。

## 附属学校
- かつて「福岡県社会保育短期大学附属幼稚園」を擁していた。

## 福岡県社会保育短期大学に関する書物
- 『福岡県社会保育短期大学10周年記念誌』
- 『福岡県社会保育短期大学25年記念誌』：1993年、閉学を記念して発行された書物。